# گولیلمو بوسی
گولیلمو بوسی (ایتالیایی: Guglielmo Bossi؛ زادهٔ ۸ سپتامبر ۱۹۰۱) دوچرخه‌سوار اهل ایتالیا است.